# Eckart Pott
Eckart Pott (* 19. Februar 1948 in Bünde) ist ein deutscher Biologe, Autor und Naturfotograf.

## Leben
Pott besuchte in Bünde das Freiherr-vom-Stein-Gymnasium. Bereits während des Biologiestudiums begann er mit der Veröffentlichungen seiner ersten Bücher. 1980 wurde er an der Fakultät für Biologie der Albert-Ludwigs-Universität Freiburg mit einer Arbeit zum Thema Experimentelle Untersuchungen zur Wirkung und Anreicherung von Herbiziden in Daphnia pulicaria, unter besonderer Berücksichtigung des s-Triazins Atrazin zum Dr. rer. nat. promoviert.
Pott ist Autor diverser Naturreiseführer und vogelkundlicher Bildbände, die teilweise auch in andere Sprachen übersetzt wurden. Als Lektor und Reiseleiter begleitete er auch einige Reisen der Bremen. Unter anderem erschien sein 1993 im Ravensburger Buchverlag veröffentlichtes Werk Ravensburger Tierlexikon von A–Z in mehreren Auflagen.
Pott lebt in Stuttgart-Feuerbach.

## Publikationen (Auswahl)
- Pflanzen in Sumpf und Moor. Landbuch-Verlag, Hannover 1976, ISBN 978-3-7842-0151-1
- mit Jürgen Schwoerbel: Der Bodensee in Farbe. Ein Reiseführer für Naturfreunde. Franckh, Stuttgart 1978, ISBN 978-3-440-04627-2
- Wald und Forst. Pflanzen und Tiere nach Farbfotos bestimmen. BLV-Verlagsgesellschaft, München/Wien/Zürich 1981, ISBN 978-3-405-12465-6
- Alpen. Pflanzen und Tiere nach Farbfotos bestimmen. BLV-Verlagsgesellschaft, München/Wien/Zürich 1984, ISBN 978-3-405-12935-4
- Moor und Heide. Pflanzen und Tiere nach Farbfotos bestimmen. BLV-Verlagsgesellschaft, München/Wien/Zürich 1985, ISBN 978-3-405-13139-5
- Mein Hobby: Natur fotografieren. Tiere, Pflanzen, Lebensräume. BLV-Verlagsgesellschaft, München/Wien/Zürich 1985, ISBN 978-3-405-13079-4
- mit Klaus Siepe: Pilze. Landbuch-Verlag, Hannover 1986, ISBN 978-3-7842-0328-7
- Vögel am Meer. Landbuch-Verlag, Hannover 1987, ISBN 978-3-7842-0364-5
- Wald. Pflanzen, Tiere, Biotope. Ravensburger Buchverlag, 1988, ISBN 978-3-473-46094-6
- Vögel in Wald, Park und Garten. Franckh, Stuttgart 1988, ISBN 978-3-440-05819-0
- Vögel an Bach und Weiher. Franckh, Stuttgart 1988, ISBN 978-3-440-05845-9
- Alaska. Landschaft und Tierwelt. Landbuch-Verlag, Hannover 1989, ISBN 978-3-7842-0398-0
- Hohe Schule der Naturfotografie. Umschau, Frankfurt am Main 1991, ISBN 978-3-524-68026-2
- Ravensburger Tierlexikon von A–Z. Ravensburger Buchverlag, 1993, ISBN 978-3-473-35584-6
- mit Werner Küpker: Der große BLV-Naturführer Nordsee und Ostsee. Landschaften, Tiere, Pflanzen. Die schönsten Reiseziele an Deutschlands Küsten. BLV-Verlagsgesellschaft, München/Wien/Zürich 1999, ISBN 978-3-405-15328-1
- mit Jean C. Roché (Tonaufn.): Wer singt denn da? der Kosmos-Vogelstimmenkurs mit CD. Kosmos, Stuttgart 2003, ISBN 978-3-440-09457-0
- Faszination Baum. BLV-Verlagsgesellschaft, München 2003, ISBN 978-3-405-16220-7
- 365 mal Natur. Die schönsten Stimmungen des Jahres. BLV-Verlagsgesellschaft, München 2005, ISBN 978-3-405-16932-9
- Blumen nach Farben bestimmen. BLV-Verlagsgesellschaft, München 2018, ISBN 978-3-8354-1771-7